# آرتور بریجت
آرتور بریجت (به انگلیسی: Arthur Bridgett) بازیکن فوتبال زادهٔ ۱۱ اکتبر ۱۸۸۲ اهل کشور انگلستان بود که سابقهٔ بازی در تیم ملی فوتبال انگلستان را در کارنامهٔ خود دارد. وی در تاریخ ۱ آوریل ۱۹۰۵ نخستین بازی ملی خود را در مقابل تیم ملی فوتبال اسکاتلند انجام داد و با حضور در ۱۱ بازی ملی، در تاریخ ۱ ژوئن ۱۹۰۹ واپسین بازی ملی‌اش را در برابر تیم ملی فوتبال اتریش برگزار کرد.
این بازیکن توانسته در بازی‌های ملی، ۳ گل به ثمر برساند.